# Imigração bielorrussa no Brasil
A imigração bielorrussa no Brasil se iniciou no fim do século XIX e início de século XX, assim como outras ondas imigratórias europeias. Os bielorrussos vieram junto com os russos, poloneses e ucranianos.